# Gore Vidal
Eugene Louis „Gore” Vidal (n. 3 octombrie 1925, West Point, Comitatul Orange, New York, New York, SUA – d. 31 iulie 2012, Hollywood Hills, California, SUA) a fost un scriitor american cunoscut pentru manierele sale de patrician, spiritul epigramatic și stilul său îngrijit.
Vidal s-a născut într-o familie de oameni politici; bunicul său din partea mamei, Thomas Pryor Gore, a fost între anii 1907-1921 și 1937-1931 senator de Oklahoma. Vidal însuși a fost activ în Statele Unite și a candidat în 1960 pentru Camera Reprezentanților, iar în 1980 pentru Senatul american. 
Ca eseist și comentator politic, în atenția lui Vidal a stat în primul rând istoria Statelor Unite și a societății americane, mai cu seama  felul în care, după opinia sa, politica externa militaristă a redus țara la un imperiu decadent.Textele politice și eseurile sale au apărut în revistele „The Nation” și „New Statesman”, în „New York Review of Books” și în magazinul „Esquire”. Ca intelectual angajat, disputele actuale ale lui Gore Vidal asupra sexualității, politicii și religiei cu alți intelectuali și scriitori au deviat în certuri cu persoane ca William Buckley Jr. sau Norman Mailer. Ca „bisexual” și fiindcă considera pe toți bărbații și femeile ca potențial bisexuali, 
Vidal se împotrivea folosirii adjectivelor „homosexual" și „heterosexual” ca substantive, aceastea fiind în ochii săi termeni falși folosiți pentru a categorisi și controla indivizii în societate. 
Ca romancier, Vidal a explorat natura corupției în viața publică și privată.  Stilul său narativ, cizelat și erudit se complace în a evoca epoca și locul povestirilor sale, și permite o definire perceptivă a psihologiei personajelor sale. 
Al treilea roman al sau, The City and the Pillar din 1948, a rănit sensibilitățile literare, politice și morale ale criticilor de carte conservatori, prin descrierea impasibilă a relației homosexuale masculine. În genul istoric, Vidal a reprodus în romanul său, Julian, lumea imperială a lui Iulian Apostatul, care a folosit toleranța religioasă generală pentru a restabili politeismul păgân șia contracara subversiunea politică a monoteismului creștin.
În genul satirei sociale, cartea sa Myra Breckinridge explorează mutabilitatea rolului de gender și a orientării sexuale ca construcții sociale stabilite de moravurile sociale. În romanele Burr (1973) și Lincoln (1984)  protagoniștii sunt prezentați ca „Omul poporului” sau „Un om” într-o explorare narativă a felului în care fațetele private și publice ale personalității afectează politica națională a Statelor Unite.

## Lucrări scrise

### Non-fiction
- Rocking the Boat (1963)
- Reflections Upon a Sinking Ship (1969)
- Sex, Death and Money (1969) (paperback compilation)
- Homage to Daniel Shays: Collected Essays, 1952-1972 (1972) ISBN: 0-394-71950-6
- Matters of Fact and of Fiction (1977)
- Views from a Window Co-Editor (1981)
- The Second American Revolution (1983)
- Vidal In Venice (1985) ISBN: 0-671-60691-3
- Armageddon? (1987) (UK only)
- At Home (1988)
- A View From The Diner's Club (1991) (UK only)
- Screening History (1992) ISBN: 0-233-98803-3
- Decline and Fall of the American Empire (1992) ISBN: 1-878825-00-3
- United States: Essays 1952–1992 (1993) ISBN: 0-7679-0806-6 – National Book Award[15]
- Palimpsest: a memoir (1995) ISBN: 0-679-44038-0
- Virgin Islands (1997) (UK only)
- The American Presidency (1998) ISBN: 1-878825-15-1
- Sexually Speaking: Collected Sex Writings (1999)
- The Last Empire: essays 1992–2000 (2001) ISBN: 0-375-72639-X (there is also a much shorter UK edition)
- Perpetual War for Perpetual Peace or How We Came To Be So Hated, Thunder's Mouth Press, 2002, (2002) ISBN: 1-56025-405-X
- Dreaming War: Blood for Oil and the Cheney-Bush Junta, Thunder's Mouth Press, (2002) ISBN: 1-56025-502-1
- Inventing a Nation: Washington, Adams, Jefferson (2003) ISBN: 0-300-10171-6
- Imperial America: Reflections on the United States of Amnesia (2004) ISBN: 1-56025-744-X
- Point to Point Navigation: A Memoir (2006) ISBN: 0-385-51721-1
- The Selected Essays of Gore Vidal (2008) ISBN: 0-385-52484-6
- Gore Vidal: Snapshots in History's Glare (2009) ISBN: 0-8109-5049-9
- Buckley vs. Vidal: The Historic 1968 ABC News Debates (2015) ISBN: 978-1-942531-12-8

### Piese de teatru
- Visit to a Small Planet (1957) ISBN: 0-8222-1211-0
  - ro.: Vizita pe o mică planetă
- The Best Man (1960)
- On the March to the Sea (1960–61, 2004)
- Romulus (adapted from Friedrich Dürrenmatt's 1950 play Romulus der Große) (1962)
- Weekend (1968)
- Drawing Room Comedy (1970)
- An Evening with Richard Nixon (1970) ISBN: 0-394-71869-0
- On the March to the Sea (2005)

### Romane
- Williwaw (1946) ISBN: 0-226-85585-6
- In a Yellow Wood (1947)
- The City and the Pillar (1948) ISBN: 1-4000-3037-4
- The Season of Comfort (1949) ISBN: 0-233-98971-4
- A Search for the King (1950) ISBN: 0-345-25455-4
- Dark Green, Bright Red (1950) ISBN: 0-233-98913-7 (see "In the Lair of the Octopus" and Dreaming War)
- A Star's Progress (aka Cry Shame!) (1950) as "Katherine Everard"
- The Judgment of Paris (1952) ISBN: 0-345-33458-2
- Death in the Fifth Position (1952) under the pseudonym Edgar Box
- Thieves Fall Out (1953) under the pseudonym Cameron Kay[16]
- Death Before Bedtime (1953) under the pseudonym Edgar Box
- Death Likes It Hot (1954) under the pseudonym Edgar Box
- Messiah (1954) ISBN: 0-14-118039-0
- A Thirsty Evil (1956) (short stories)
- Julian (1964) ISBN: 0-375-72706-X
- Washington, D.C. (1967) ISBN: 0-316-90257-8
- Myra Breckinridge (1968) ISBN: 1-125-97948-8
- Two Sisters (1970) ISBN: 0-434-82958-7
- Burr (1973) ISBN: 0-375-70873-1
- Myron (1974) ISBN: 0-586-04300-4
- 1876 (1976) ISBN: 0-375-70872-3
- Kalki (1978) ISBN: 0-14-118037-4
- Three by Box: The Complete Mysteries of Edgar Box (1978) ISBN: 0-394-50117-9
- Creation (1981) ISBN: 0-349-10475-1
- Duluth (1983) ISBN: 0-394-52738-0
- Lincoln (1984) ISBN: 0-375-70876-6
- Empire (1987) ISBN: 0-375-70874-X
- Hollywood (1990) ISBN: 0-375-70875-8
- Live From Golgotha (1992) ISBN: 0-14-023119-6
- The Smithsonian Institution (1998) ISBN: 0-375-50121-5
- The Golden Age (2000) ISBN: 0-375-72481-8
- Clouds and Eclipses: The Collected Short Stories (2006) The anthology A Thirsty Evil (1956), with the additional short story "Clouds and Eclipses"

## Filmografie

### Scenarii
- Climax!: A Farewell to Arms (1955); Dr. Jekyll & Mr. Hyde (1955) (TV adaptations)
- The Best of Broadway (1955): TV adaptation of Stage Door
- The Catered Affair (1956)
- I Accuse! (1958)
- The Scapegoat (1959)
- Ben Hur (1959) (uncredited)
- Suddenly, Last Summer (1959)
- The Best Man (1964)
- Is Paris Burning? (1966)
- Last of the Mobile Hot Shots (1970)
- Caligula (1979)
- Dress Gray (1986)
- The Sicilian (1987) (uncredited)
- Billy the Kid (1989)
- Dimenticare Palermo (1989)

### Pop-culture figure
- What's My Line? occasional guest (1960s)
- CBS Reports: The Homosexuals (1967)
- Mary Hartman, Mary Hartman (1976) appeared in 7 episodes, as himself
- Profile of a Writer: Gore Vidal – RM Productions (1979 documentary film)
- Gore Vidal: The Man Who Said No (1983 documentary film)
- Weekend In Wallop (1984)
- Vidal in Venice – Antelope Films for Channel Four Television (1987 documentary film)
- Bob Roberts – as Senator Brickley Paiste (1992 film)
- With Honors – the pessimistic, arrogant left-wing Prof. Pitkannan (1994 film)
- The Celluloid Closet (1995 documentary film)[17]
- Gattaca – Director Josef (1997 science-fiction film)
- Shadow Conspiracy – Congressman Paige (1997 political thriller)
- Igby Goes Down Schoolmaster (2001 film)
- The Education of Gore Vidal (2003 documentary film, by Deborah Dickson) broadcast by PBS in the US.
- Thinking XXX (2004 documentary)
- Da Ali G Show (2004 TV)
- Why We Fight (2005 film)
- Inside Deep Throat (2005 film)
- One Bright Shining Moment (2005 film)
- Trailer for a Remake of Gore Vidal's Caligula (2005 spoof trailer)
- Foreign Correspondent – with former NSW premier Bob Carr
- The U.S. Versus John Lennon (2006 film)
- Family Guy episode: "Mother Tucker" (17 septembrie 2006)
- The Simpsons episode: "Moe'N'a Lisa" (19 noiembrie 2006)
- Alex Jones radio show
- Jon Wiener's radio program in Los Angeles[18]
- The Henry Rollins Show (2007 TV)
- Terrorstorm: Final Cut Special Edition (2007)
- Hollywood Bowl, Los Angeles Philharmonic Orchestra concert, 2 august 2007 – Narrated the Lincoln Portrait, by Aaron Copland, conducted by Michael Tilson Thomas.
- Lateline – ABC Television Australia Interview (2 mai 2008)
- Democracy Now – interview: on the Bush Presidency, History, and the "United States of Amnesia"[19] (14 mai 2008)
- The South Bank Show (18 mai 2008)
- HARDtalk – BBC News (22 mai 2008)
- The Andrew Marr Show (25 mai 2008)
- The US is Not a Republic Anymore[20] (June 2008)
- Zero: An Investigation into 9/11 (June 2008)[21]
- Interview on the BBC's US Presidential Election Coverage with David Dimbleby (4 noiembrie 2008)[22]
- "Gore Vidal's History of the National Security State" on The Real News Network (2008)
- "Writer Against the Grain": Gore Vidal in Conversation with Jay Parini, 2009 Key West Literary Seminar (audio recording 59:09)[23]
- Real Time with Bill Maher (10 aprilie 2009)
- Shrink (2009 film)
- "Gore Vidal's America"[24] on The Real News Network (24 decembrie 2010)
- Gore Vidal: The United States of Amnesia (2013 documentary)
- Best of Enemies (2015 documentary)
- The McLaughlin Group